# Українсько-тиморські відносини
Українсько-тиморські відносини — це міждержавні відносини між Східним Тимором та Україною. Дипломатичні відносини було встановлено 27 вересня 2003.

## Історія

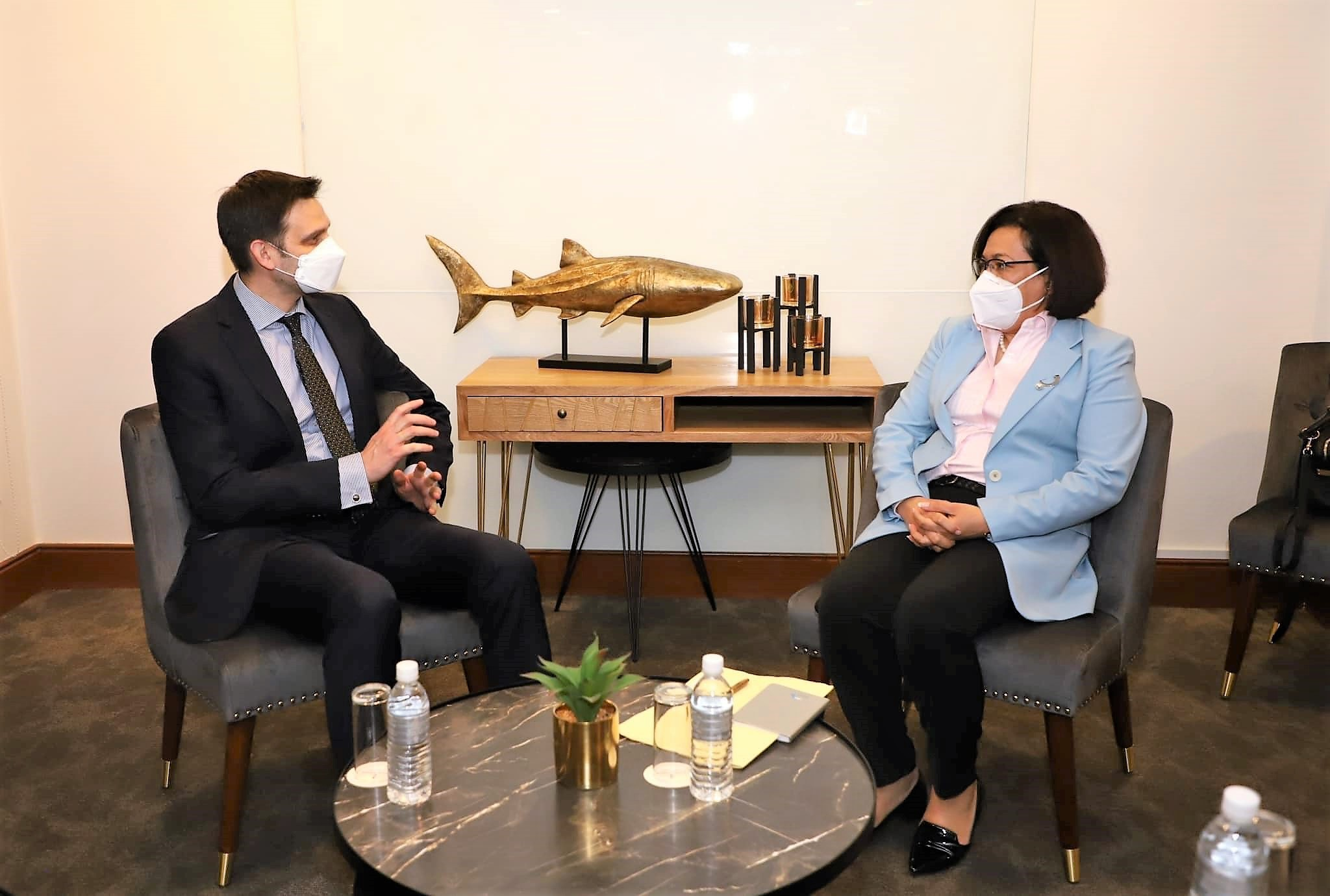
Міністр закордонних справ Східного Тимору Адальіза Магно під час візиту солідарності до посла України Олександра Нечитайло у Куала-Лумпур (2022)

У вересні 2003 року міністр закордонних справ України Костянтин Грищенко та його колега зі Східного Тимору Жосе Рамуш-Орта підписали у Нью-Йорку угоду про встановлення дипломатичних відносин.
Східний Тимор не брав участі у голосуванні за резолюцію 68/262 Генеральної Асамблеї ООН про «Територіальну цілісність України». Після російського вторгнення в Україну в 2022 році Східний Тимор висловив стурбованість і закликав сторони конфлікту підписати негайне припинення вогню та шукати дипломатичного рішення. Необхідно поважати незалежність України. На одинадцятій екстренній сесії Генеральної Асамблеї ООН 2 березня 2022 року Східний Тимор проголосував за засудження нападу Росії на Україну та за вимогу негайного виведення російських військ з України. 9 березня Рада міністрів Східного Тимору вирішила передати 1,5 мільйона доларів США Всесвітній продовольчій програмі ООН на гуманітарну допомогу українцям. Російське вторгнення в Україну нагадує Східний Тимор про індонезійське вторгнення 1975 року, яке занурило країну в 24 роки війни та іноземного панування. Прем’єр-міністр Таур Матан Руак уже заявив про солідарність з українцями 3 березня, у Національний день ветеранів Східного Тимору.

## Дипломатія

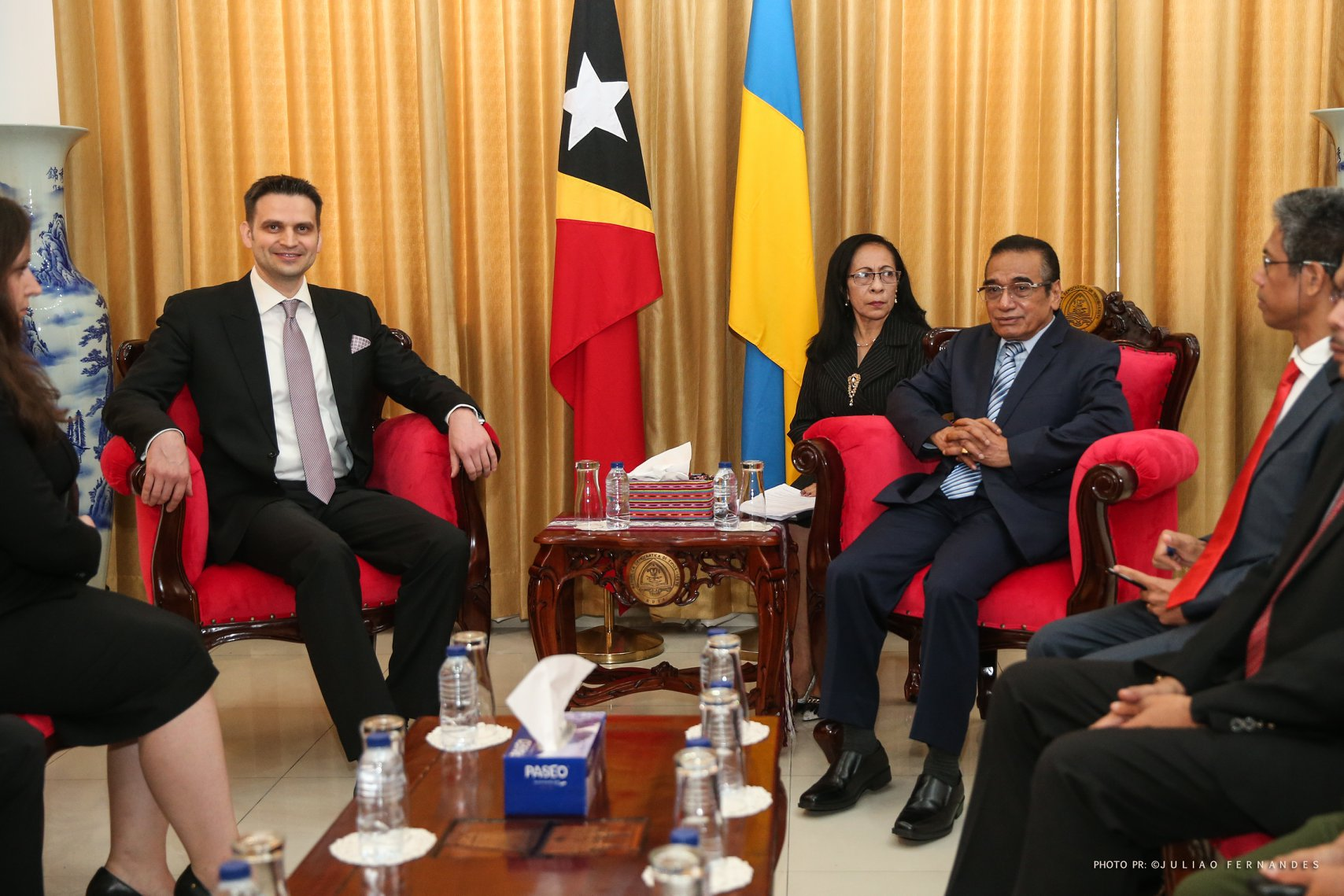
Посол України Олександр Нечитайло з президентом Східного Тимору Франсішку Гутеррешем

16 жовтні 2012 року дві країни підписали угоду про встановлення дипломатичних відносин. 12 грудня 2014 року посол України Ігор Гуменний відвідав Східний Тимор.
Дві країни не мають дипломатичних представництв у іншій країні. Східний Тимор має посольство в бельгійському Брюсселі.
Посол України в Куала-Лумпурі в Малайзії також акредитований у Східному Тиморі. Надзвичайним і Повноважним Послом України в Демократичній Республіці Східний Тимор 2020 року є Олександр Нечитайло.

## Економіка
За 2018 рік статистичне управління Східного Тимору не повідомляє про торгові відносини між Східним Тимором та Україною.